# Фільтрація підземних вод
Фільтрація підземних вод (рос. фильтрация подземных вод, англ. groundwater seepage; нім. Grundwasserversickerung f) – рух підземних вод у пористих або тріщинуватих гірських породах під дією сили тяжіння. Підземні води, що проникають в дрібнопористі гірські породи шляхом фільтрації, називаються фільтраційними водами. Швидкість Ф., що визначається об'ємною витратою рідини через одиницю площі поперечного перетину пласта, пропорційна ґрадієнту тиску, проникності гірських порід і зворотно пропорційна в'язкості рідини. Швидкість Ф.п.в. завжди менша від істинної швидкості руху рідини. У залежності від швидкості руху рідини Ф.п.в. може бути ламінарною і турбулентною. 
Ламінарна фільтрація (переважно в дрібнозернистих породах) підкоряється закону Дарсі: 
V=k•i,
де V – швидкість фільтрації; i – гідравлічний ґрадієнт; k – коеф. фільтрації. 
Турбулентна Ф.п.в. (перев. в тріщинуватих, грубозернистих і уламкових породах) підкоряється квадратичному закону опору: 
V = k•i2.
У природних умовах в гірських породах турбулентний режим Ф. зустрічається надто рідко. При підземній розробці з Ф.п.в. пов'язано випирання порід ґрунту і відшаровування порід покрівлі, а при невеликій потужності водоупорів – раптові прориви води, пливунів і глини у виробки. 
Ф.п.в. в товщі корисних копалин прискорює процеси їх вивітрювання і вилуговування, спричиняє зміну фіз. і механіч. властивостей, хім. складу.
Рух води у гірських породах може характеризуватися постійністю в часі. У зв’язку з цим виділяють сталий і несталий його види. Рух підземних вод вважається сталим, якщо рівні води, як і усі інші елементи потоку залишаються постійними у часі. Якщо рівні води у одних і тих же точках змінюються в часі, то рух вважається несталим. Зазвичай основні рівняння руху потоку, підземних вод до гірничих виробок в інженерній геології розглядаються стосовно сталого руху. Для випадків несталого руху до основних рівнянь додатково залучаються різні уточнення. 
За умовами дренування і специфікою напрямку руху води слід розрізняти потоки плоскі та радіальні. 